# Valdefuentes (Càceres)
Valdefuentes és un municipi de la província de Càceres, a la comunitat autònoma d'Extremadura (Espanya).

## Localització
Valdefuentes limita amb:
- Torremocha al nord-oest;
- Botija al nord-est;
- Benquerencia a l'est;
- Salvatierra de Santiago al sud-est;
- Torre de Santa Maria al sud;
- Montánchez al sud-oest i oest.

| 2001 | 2002 | 2003 | 2004 | 2005 | 2006 |
| ---- | ---- | ---- | ---- | ---- | ---- |
| 1511 | 1491 | 1535 | 1552 | 1515 | 1489 |